# 海峽列表
本條目依照地理方式列出世界各地的海峽列表：

## 亞洲
- 白令海峡
- 鞑靼海峡，分隔库页岛与亚洲大陆，连接鄂霍次克海和日本海。

- 关门海峡
- 津轻海峡
- 宗谷海峡

- 朝鲜海峡：分隔朝鮮半島与本州、九州、五島列島，连接黄海、东海和日本海。
  - 對馬海峽：分隔对马岛与本州、九州、五島列島，连接黄海、东海和日本海，为广义朝鲜海峡一部分。
  - 釜山海峽：分隔朝鮮半島與對馬島，连接黄海、东海和日本海，为广义朝鲜海峡一部分。

- 瓊州海峽：分隔海南岛与雷州半岛，连接南海北部北部湾。
- 渤海海峽：分隔辽东半岛与山东半岛，连接渤海和黄海。
- 台湾海峡：分隔台湾岛与中國大陆，连接东海与南海。
- 廈鼓海峽：分隔厦门岛与海沧半岛、鼓浪屿，连接厦门岛北部水域与厦门岛南部水域，又名鹭江。

- 香港海峡：分隔香港各岛屿，连接香港附近水域，为香港诸海峡的统称。
  - 硫磺海峽：分隔青洲、小青洲与香港島，为香港海峡之一。
  - 藍巴勒海峽：分隔青衣島与新界，为香港海峡之一。
  - 馬灣海峽：分隔青衣島与马湾，为香港海峡之一。
  - 東博寮海峽：分隔香港岛与南丫岛，连接维多利亚港、硫磺海峡和南海，为香港海峡之一。
  - 西博寮海峽：分隔坪洲、喜靈洲、長洲与南丫岛，连接维多利亚港、汲水門和南海、北长洲海峡，为香港海峡之一。
  - 藍塘海峽：分隔香港島与將軍澳，連接鯉魚門和南海,为香港海峡之一。
  - 北長洲海峽：分隔長洲与芝麻灣半島，連接西博寮海峽和汲水門，为香港海峡之一。
  - 香港仔海峽：分隔南朗山与鴨脷洲，连接香港仔避風塘北部和南海，为香港海峡之一。
  - 大嶼海峽：分隔中国内地与大嶼山，连接珠江口和南海，为香港海峡之一。

- 吕宋海峡：分隔台湾岛与吕宋岛，连接菲律宾海和南海，分为巴士海峡、巴林塘海峡及巴布延海峡。
  - 巴士海峽：分隔台湾岛、兰屿与巴丹群島，连接菲律宾海和南海。
  - 巴林塘海峡：分隔巴丹群島与巴布延群岛，连接菲律宾海和南海。
  - 巴布延海峡：分隔巴布延群岛与吕宋島，连接菲律宾海和南海。

- 柔佛海峽：分隔马来半岛与新加坡岛，连接马六甲海峡和南海。
- 马六甲海峽：分隔马来半岛与苏门答腊岛，连接安达曼海和南海。
  - 新加坡海峡：分隔新加坡岛与廖内群岛，连接马六甲海峡西部和卡里马塔海峡。
- 卡里马塔海峡，分隔加里曼丹岛与邦加岛、勿里洞岛，连接爪哇海和南海。
- 巽他海峽：分隔爪哇岛与苏门答腊岛，連接爪哇海和印度洋。
- 龙目海峡：分隔龙目岛与巴厘岛，連接爪哇海和印度洋。
- 望加锡海峡：分隔加里曼丹岛与苏拉威西岛，连接西里伯斯海和爪哇海、弗洛勒斯海。

- 保克海峽：分隔印度次大陆与斯里蘭卡岛，连接拉克代夫海和孟加拉湾。

- 荷莫茲海峽：分隔穆桑代姆半岛与伊朗南部，连接波斯灣和阿拉伯海。
- 曼達布海峽：分隔阿拉伯半岛与非洲之角，连接红海与亚丁湾。

- 黑海海峡：分隔小亚细亚半岛与巴尔干半岛，连接黑海和愛琴海，分为博斯普鲁斯海峡、马尔马拉海及达达尼尔海峡。
  - 博斯普魯斯海峽：分隔小亚细亚半岛与巴尔干半岛，连接黑海和马尔马拉海。
  - 達達尼爾海峽：分隔小亚细亚半岛与巴尔干半岛，連接马尔马拉海和愛琴海。

## 歐洲
- 英吉利海峽：鄰英國、法國。
- 多佛海峽：鄰英國、法國，是英吉利海峽上英法兩國最近處特稱。
- 丹麥海峽：鄰格陵蘭、冰島。
- 直布羅陀海峽：鄰西班牙、葡萄牙、摩洛哥。
- 松德海峽：鄰丹麥，連接北海與波羅的海。

## 大洋洲
- 库克海峽：分隔南岛与北岛，连接塔斯曼海和太平洋。
- 巴斯海峽：鄰澳大利亞、塔斯馬尼亞。
- 托雷斯海峡：邻约克角半岛、巴布亚新几内亚西部省

## 非洲
- 莫桑比克海峽：鄰莫三比克、馬達加斯加。

## 北美洲
- 阿内加达海峡
- 安圭拉海峽
- 圣巴泰勒米海峡
- 纳罗斯海峡
- 瓜德羅普海峽
- 多米尼克海峽
- 馬提尼克海峽
- 聖盧西亞海峽
- 圣文森特海峡
- 馬提尼克海峽 (聖文森特和格林納丁斯)（英语：Martinique Channel）

## 南美洲
- 勒梅尔海峡
- 麥哲倫海峽：鄰阿根廷、智利，連接大西洋和太平洋，使得船隻不必繞過合恩角。
- 德雷克海峡：鄰智利合恩角、南极洲南设得兰群岛

## 來源
- 世界地圖:大輿出版社。